# Claes Fransson Tzander
Claes Fransson Tzander, död 1676 i Åbo, var en svensk orgelbyggare i Söderköping, Åbo och Viborg. Han byggde orgelverk i Östergötland och Uppland under 1600-talet.

## Biografi
Tzander var verksam i början av 1640-talet i Östergötland. När orgelbyggare Anders Bruce i Åbo, tidigare domkyrkoorganist i Linköpings domkyrka var i Reval för att bygga en orgel. Kallades Tzander till Åbo. Men efter att Bruce hade misslyckats i Reval fortsatte Tzander till Narva, där musiklivet vid denna tid åtnjöt stort anseende. Han var verksam senast 1652 i Viborg och var där orgelbyggare och föreståndare för källaren (nämns även som källarmästare i Villmanstrand). Tidigast 1663 var sista gången han befann sig där. Tzander var samtidigt orgelbyggare i Åbo från 1660 och fick där Anders Bruces lön för att hålla orgelverket i skick. Utförde årligen representationer på båda orglarna i kyrkan. Tzander stannade i Åbo fram till sin död 1676.

## Lista över orglar
| År   | Ursprunglig kyrka  | Stift      | Bild | Manualer | Pedal | Stämmor | Bevarad orgel/fasad | Övrigt                               |
| ---- | ------------------ | ---------- | ---- | -------- | ----- | ------- | ------------------- | ------------------------------------ |
| 1641 | Tryserums kyrka    | Linköpings |      |          |       | 4       |                     | Orgeln kostade 200 daler kopparmynt. |
| 1644 | Västra Husby kyrka | Linköpings |      |          |       | 4       |                     | [ 1 ]                                |
| 1644 | Vimmerby kyrka     | Linköpings |      |          |       |         |                     |                                      |
| 1671 | Sunds kyrka, Åland |            |      |          |       | 6       |                     | [ 3 ]                                |

### Reparationer och ombyggnationer
| År   | Ursprunglig kyrka | Stift | Bild | Manualer | Pedal | Stämmor | Bevarad orgel/fasad | Övrigt                              |
| ---- | ----------------- | ----- | ---- | -------- | ----- | ------- | ------------------- | ----------------------------------- |
| 1673 | Skeppsholmskyrkan |       |      |          |       |         |                     | Tzander reparerade orgeln i kyrkan. |